# 鰐淵洋子
鰐淵 洋子（わにぶち ようこ、1972年〈昭和47年〉4月10日 - ）は、日本の政治家。公明党所属の衆議院議員（3期）、厚生労働副大臣。
参議院議員（1期）、文部科学大臣政務官（菅義偉内閣・第1次岸田内閣・第2次岸田内閣）などを歴任した。

## 経歴
福岡県福岡市に生まれる。関西創価学園、創価女子短期大学経営科を卒業後、東京都新宿区の設計会社に就職した。
2000年4月には公明党本部の職員となり、管理局副主任、女性委員会事務次長を経て、2004年の第20回参議院議員通常選挙に公明党公認で比例区から立候補して当選。
2010年の第22回参議院議員通常選挙では再選を目指して再び比例区から立候補するも落選した。
2017年の第48回衆議院議員総選挙に比例近畿ブロック単独4位で立候補。同ブロックで公明党が獲得した4議席のうちに選ばれ、衆議院議員として初当選を果たした。
2020年に発足した菅義偉内閣で文部科学大臣政務官に任命され、続く第1次岸田内閣及び第2次岸田内閣で再任された。
2021年の第49回衆議院議員総選挙に比例近畿ブロック単独3位で立候補し、同ブロックで公明党が3議席を獲得したため再選を果たした。
2024年に発足した第1次石破内閣では、濱地雅一の後任として厚生労働副大臣に就任。
2024年の第50回衆議院議員総選挙に比例近畿ブロック単独3位で立候補し、同ブロックで公明党が3議席を獲得したため再選を果たした。選挙後に発足した第2次石破内閣で厚生労働副大臣に再任された。

## 政策・活動

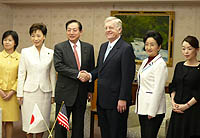
左から、鰐淵洋子、松あきら、太田昭宏、駐日アメリカ大使ジョン・トーマス・シーファー、浜四津敏子、丸谷佳織（2008年3月19日）

- 首都圏での女性専用車両の導入・拡充を求める19万人超の署名活動や、乳癌・子宮頸癌の検診無料化など、女性のための施策実現を重点とした政治活動を行う。
- アベノミクスをどちらかと言えば評価する[8]。
- 第3次安倍内閣による消費増税の先送りをどちらかと言えば評価する[8]。
- 安全保障関連法の成立をどちらかと言えば評価する[8]。
- 第3次安倍内閣による北朝鮮問題への取り組みをどちらかと言えば評価する[8]。
- 共謀罪法をどちらかと言えば評価する[8]。
- 選択的夫婦別姓制度に賛成[8][9]。
- ひとり親家庭やDINKsなど家族の形は多様でよいと考える[8]。
- 非核三原則を堅持すべきだと考える[8]。
- 消費税10％化にどちらかと言えば賛成。増えるべき税収の使いみちとして、幼児教育の無償化や高等教育の負担軽減を挙げる[8]。
- 憲法改正にどちらかと言えば賛成。改正すべき項目として、環境権・緊急事態条項・地方自治を挙げる[8]。
- 日本政府の環太平洋パートナーシップ協定（TPP）への参加を推進。
- アベノミクスに関連するカジノ解禁と統合型リゾートを推進。
- 2009年11月26日、在日本大韓民国青年会や在日本大韓民国民団が主催し、東京・永田町の衆議院第1議員会館で開催された「永住外国人の地方参政権法案の早期立法化を求める11・26緊急院内集会」に末松義規、小川敏夫、渡辺浩一郎、手塚仁雄、初鹿明博、白眞勲、近藤正道、魚住裕一郎、笠井亮と共に参加し、在日外国人の参政権法案を早期に成立させる決意を表明した[10]。
- 2023年2月8日、内閣総理大臣秘書官による性的少数者差別発言について「言語道断」と批判し、G7広島サミット開催前にLGBT理解増進法を制定するよう内閣総理大臣岸田文雄に求めた[11]。2月20日の衆議院予算委員会分科会では性的少数者の拠点づくりの推進を政府に求めるとともに、差別の根絶に向けて「性的少数者の権利を認めるという視点ではなく、元々権利があることを前提に、人権保障を阻む障害を除去する視点で取り組むべきだ」と訴えた[12]。

### 動物愛護管理
- 公明党動物愛護管理推進プロジェクトチーム事務局長を務める。熊本市動物愛護センターの「殺処分ゼロ」を目指す取り組みに注目し、全国のセンターの殺処分ゼロ化、ペットと共生できる環境づくりのための法整備活動を行っている。
- 「動物を大切にする社会こそ、命を大切にする社会」「『失われゆく28万匹の命』を守る」として、ペットの殺処分の解消を求める活動を展開する。同様の運動をボランティアで展開する田中美奈子とも連携している。
- ペットブームの裏で動物虐待や放棄が後を絶たず、商業主義的なペット売買が問題になっているとして、「すべての命を守る」視点から殺処分ゼロに向けた動物愛護政策を提案する。
- 子どもたちが心豊かに育つための存在として、また老後生活の重要なパートナーとしてペットはかけがえのない「家族の一員」であると主張する。ペットと散歩できる公園や道路を整備するなど、人間とペットが共生できる項境づくりを提案する。

## 最近の実績
音声コード
- 全国約30万人の視覚障害者のうち、点字が読めるのは約1割の3万人にすぎないことから、多くの視覚障害者は活字情報を自分で確認できず、著しい情報格差にさらされている実態を知る。そこで視覚障害者が点字以外に文書から情報を得るための有効な手段とされる「活字文書読み上げ装置」（約800文字の文字情報を二次元コード化した「音声コード」を装置に通すと、音声で情報を得ることができる）に着目し、2007年7月の参院選では13道府県において音声コード付き選挙公報が発行。さらに2008年2月の参院予算委員会で「ねんきん定期便」に音声コードを付けるよう提案し、実現させた。

駅型保育
- 既存のモデル駅型保育の現場に足を運び、要請を行った結果、国土交通省鉄道局が初めて駅型保育設置への支援制度を創設した。

住宅政策
- 中古住宅市場の活性化と住宅の品質向上を図るため、一定の条件を満たす中古住宅の売買と住宅リフォームを実施する業者に対し費用の一部を国が補助する支援制度を創設し、安心して中古住宅を購入できるリフォーム保険制度を創設した。
- 高齢者が24時間365日安心して住み続けるために、「居住、見守り、食事、医療、介護」の5つの安心と多世代の交流を通じた新たなコミュニティーの形成を実現するため、トータル的なケアシステムのモデルを提案・実現させた（24時間365日高齢者が見守られる福祉施設、住宅のソフト・ハードが整備された総合福祉支援施設を提案）。

インフラ整備
- 今ある社会基盤を大事に長く使い続けるために、社会インフラの戦略的維持管理を提案。高度経済成長期に集中投資した道路、河川、下水道、港湾、公営住宅、都市公園などの社会資本ストックが今急速に老朽化していることを踏まえ、長寿命化計画の策定の推進、点検から補修・更新に至る予防保全の計画的な実施、都市における老朽下水管路の改築に対する支援等戦略的な維持管理を行い、安全・安心の確保とライフサイクルコストの縮減を提案した。

口蹄疫対策
- 2010年4月に宮崎県で発生した口蹄疫問題では、公明党口蹄疫対策特別措置法検討プロジェクトチーム副座長として現地入り、農林水産委員会で、口蹄疫防疫対策について質問し、「出荷適齢期を越えた豚肉の出荷遅延対策として、枝肉重量を85kgから80kgに支援対象を拡大する」ことを約束させた。

## 人物
- 創価女子短期大学出身初の国会議員である。
- 初当選した第20回参議院議員通常選挙では党の重点候補とは位置付けられておらず、選挙期間中は公明党代表代行浜四津敏子の遊説隊長をしていた。開票の結果、公明党の比例区8議席目として当選したが、党は8議席目を獲得できると予想しておらず、獲得しても別の公明党候補者が当選すると予想していたため、「党も計算外の当選に驚いている」と各紙に掲載された。この時の得票数は当選者中最少の17,173票で、第25回参議院議員通常選挙の塩田博昭（15,178票）に記録を更新されるまで参議院選挙史上最少の当選者得票数であった。

## 主な所属議員連盟
- 北京オリンピックを支援する議員の会

## 役職歴
内閣
- 厚生労働副大臣（第1次石破内閣・第2次石破内閣）
- 文部科学大臣政務官（菅義偉内閣・第1次岸田内閣・第2次岸田内閣）

衆議院
- 環境委員会理事
- 消費者問題に関する特別委員会委員
- 予算委員会委員
- 経済産業委員会理事
- 文部科学委員会理事
- 厚生労働委員会委員
- 東日本大震災復興特別委員会委員

参議院
- 農林水産委員会委員
- 決算委員会委員
- 議院運営委員会委員
- 少子高齢・共生社会に関する調査会理事
- 国土交通委員会理事
- 予算委員会委員
- 文教科学委員会委員
- 少子高齢社会に関する調査会理事
- 環境委員会理事
- 厚生労働委員会委員（第163回国会）
- 少子高齢社会に関する調査会委員
- 議院運営委員会委員
- 環境委員会委員

公明党
- 国会対策副委員長
- 女性委員会副委員長
- 国際委員会国際局次長
- 市民活動委員会NPO局長
- 環境部会長
- 国土交通副部会長
- 関西方面副本部長
- 大阪府本部副代表
- 口蹄疫対策特別措置法検討プロジェクトチーム副座長
- 貧困と格差問題に関するプロジェクトチーム事務局次長
- 動物愛護管理推進プロジェクトチーム事務局長
- 女性委員会子ども読書運動プロジェクトチーム副座長
- 女性委員会女性の健康支援推進プロジェクトチーム副座長
- 女性委員会エコライフ推進プロジェクトチーム座長
- 文部科学部会副部会長
- 参議院国会対策副委員長
- 東京都本部副代表
- 市民活動委員会NPO局次長
- 遊説局次長
- 文化局次長
- 広報局次長
- 青年局次長
- 女性局次長
- 女性委員会事務次長

## 選挙歴
| 当落 | 選挙                     | 執行日         | 年齢 | 選挙区           | 政党   | 得票数    | 得票率 | 定数 | 得票順位 /候補者数 | 政党内比例順位 /政党当選者数 |
| ---- | ------------------------ | -------------- | ---- | ---------------- | ------ | --------- | ------ | ---- | ------------------ | ---------------------------- |
| 当   | 第20回参議院議員通常選挙 | 2004年07月11日 | 32   | 参議院比例区     | 公明党 | 1万7173票 |        | 48   | /                  | 8/8                          |
| 落   | 第22回参議院議員通常選挙 | 2010年07月11日 | 38   | 参議院比例区     | 公明党 | 2万8850票 | ーー   | 48   | /                  | 8/6                          |
| 当   | 第48回衆議院議員総選挙   | 2017年10月22日 | 45   | 比例近畿ブロック | 公明党 | ーー票    | ーー   | 28   | /                  | 4/4                          |
| 当   | 第49回衆議院議員総選挙   | 2021年10月31日 | 49   | 比例近畿ブロック | 公明党 | ーー票    | ーー   | 28   | /                  | 3/3                          |
| 当   | 第50回衆議院議員総選挙   | 2024年10月27日 | 52   | 比例近畿ブロック | 公明党 | ーー票    | ーー   | 28   | /                  | 3/3                          |